# Bellerive (Vully-les-Lacs)
Bellerive (toponimo francese) è una frazione di 632 abitanti del comune svizzero di Vully-les-Lacs, nel Canton Vaud (distretto della Broye-Vully).

## Geografia fisica

Il lago di Murten a Bellerive

Bellerive si affaccia sul lago di Murten.

## Storia

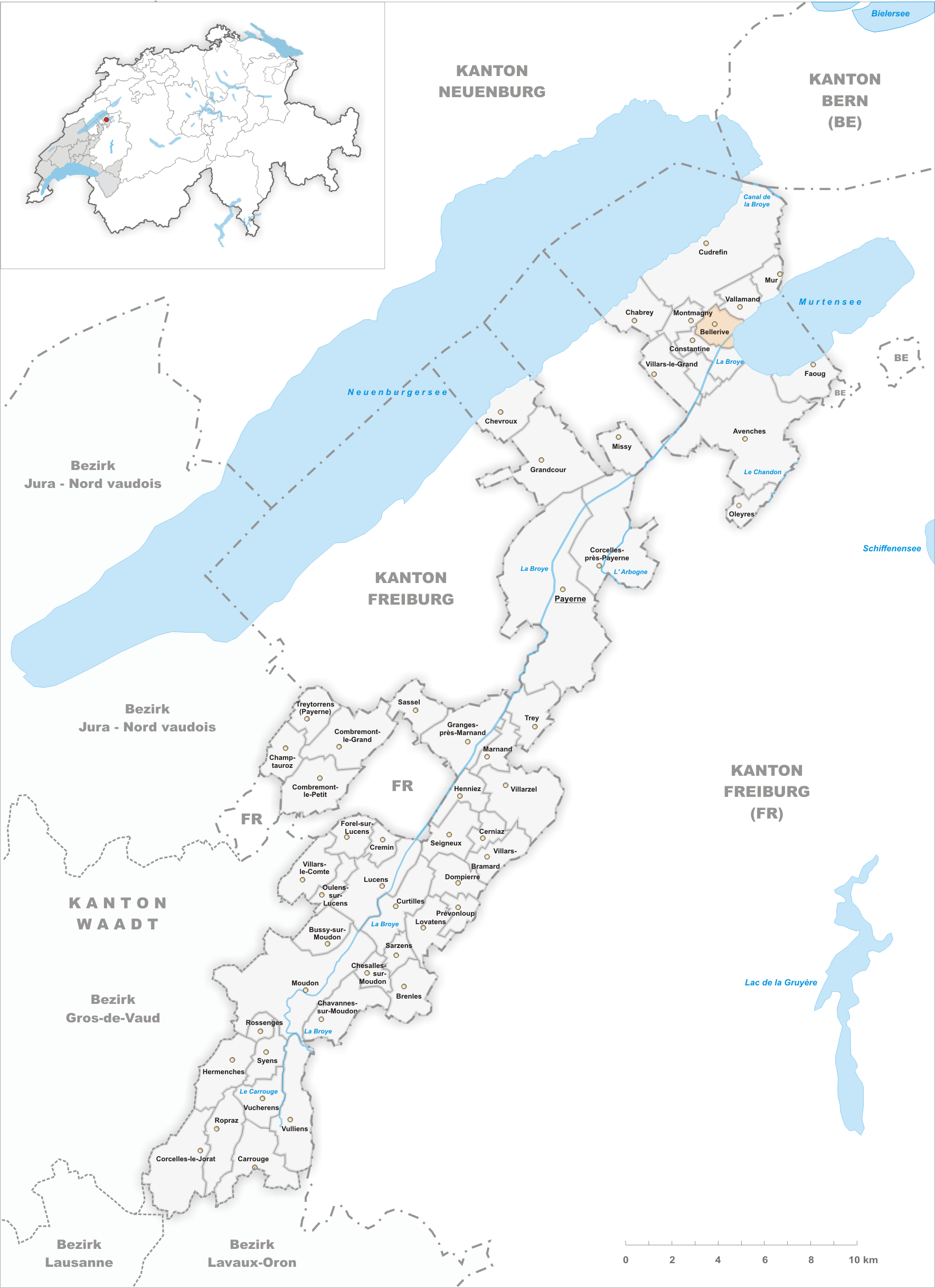
Il territorio del comune di Bellerive prima degli accorpamenti comunali del 2011

Già comune autonomo che si estendeva per 2,25 km² e che comprendeva anche le frazioni di Cotterd, Salavaux e Vallamand-Dessous, nel 2011 è stato accorpato agli altri comuni soppressi di Chabrey, Constantine, Montmagny, Mur, Vallamand e Villars-le-Grand per formare il nuovo comune di Vully-les-Lacs.

### Simboli
Nel 1915 il comune adottò l'antico stemma della famiglia Bellerive che aveva esercitato la signoria dal XIII secolo fino alla sua cessione alla città-stato di Berna nel 1695.

## Monumenti e luoghi d'interesse
- Castello in località Vallamand-Dessous, eretto nel XVII secolo e ricostruito nel 1725[1];
- Castello in località Cotterd, eretto nel XVIII secolo[1].

## Società

### Evoluzione demografica
L'evoluzione demografica è riportata nella seguente tabella:
Abitanti censiti

## Amministrazione
Ogni famiglia originaria del luogo fa parte del cosiddetto comune patriziale e ha la responsabilità della manutenzione di ogni bene ricadente all'interno dei confini della frazione.